# Draâ El Mizan
Draa El Mizan là một đô thị thuộc tỉnh Tizi Ouzou, Algérie. Dân số thời điểm năm 2002 là 37.628 người.